# Stick style
Stick style var en amerikansk arkitekturstil på sena 1800-talet. Stilen tillämpades gärna som utsmyckning på lantliga trävillor och järnvägsstationer och har även använts på svenska villor under denna tidsperiod. 

## Exempel från USA

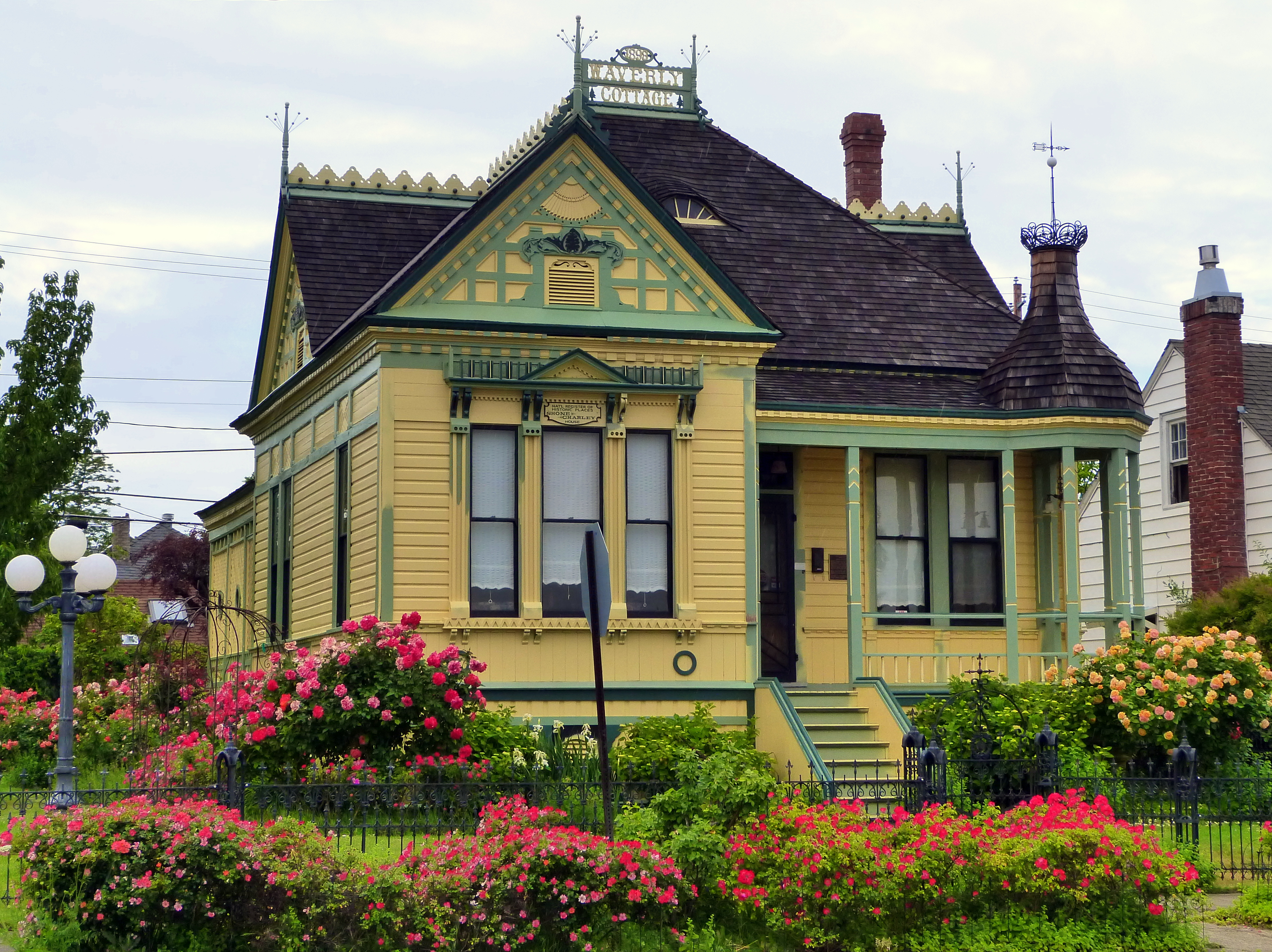
Shone–Charley House, Medford, Oregon.
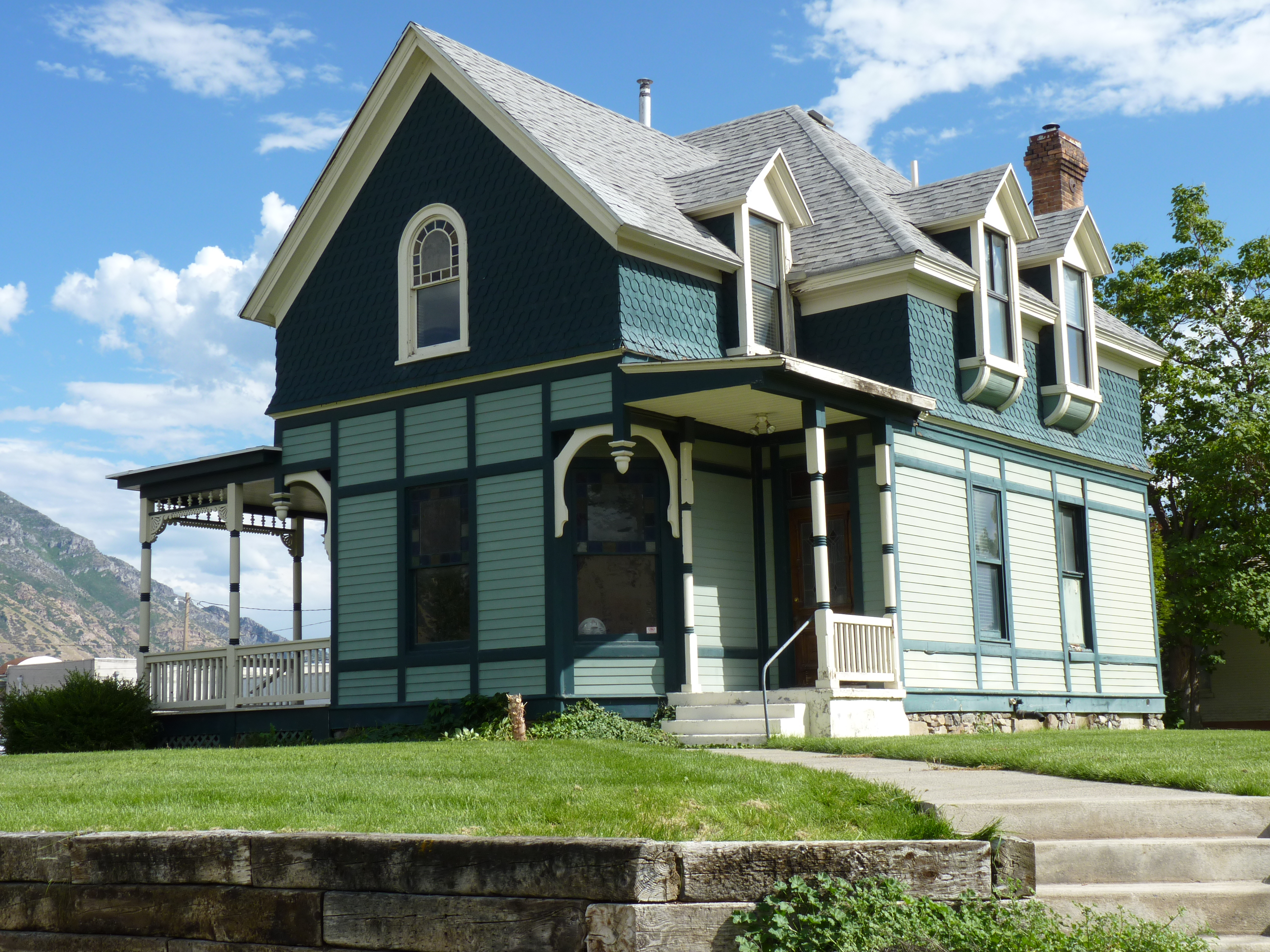
William D. Alexander House, Provo, Utah.
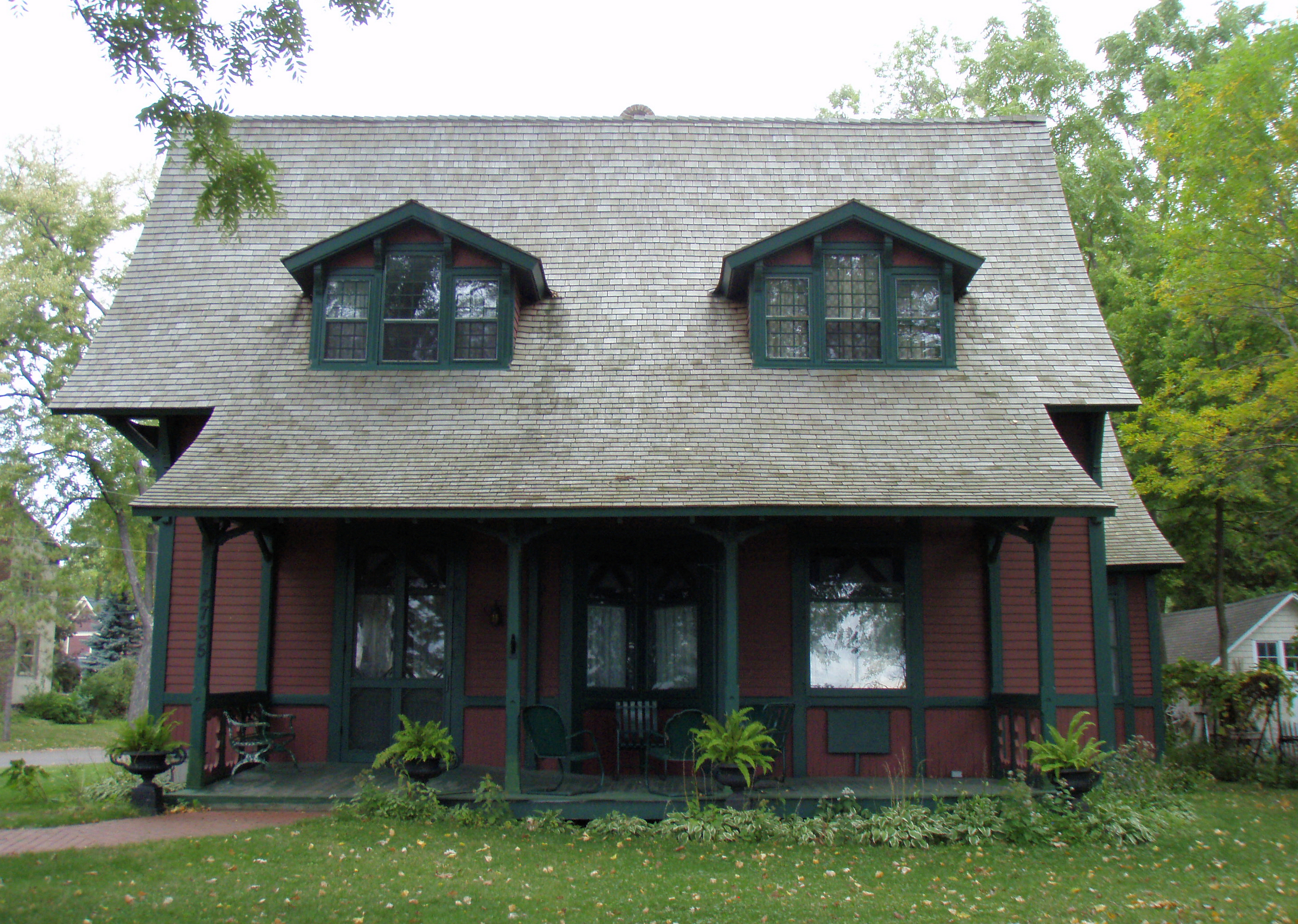
Charles P. Noyes Cottage, Saint Paul, Minnesota.
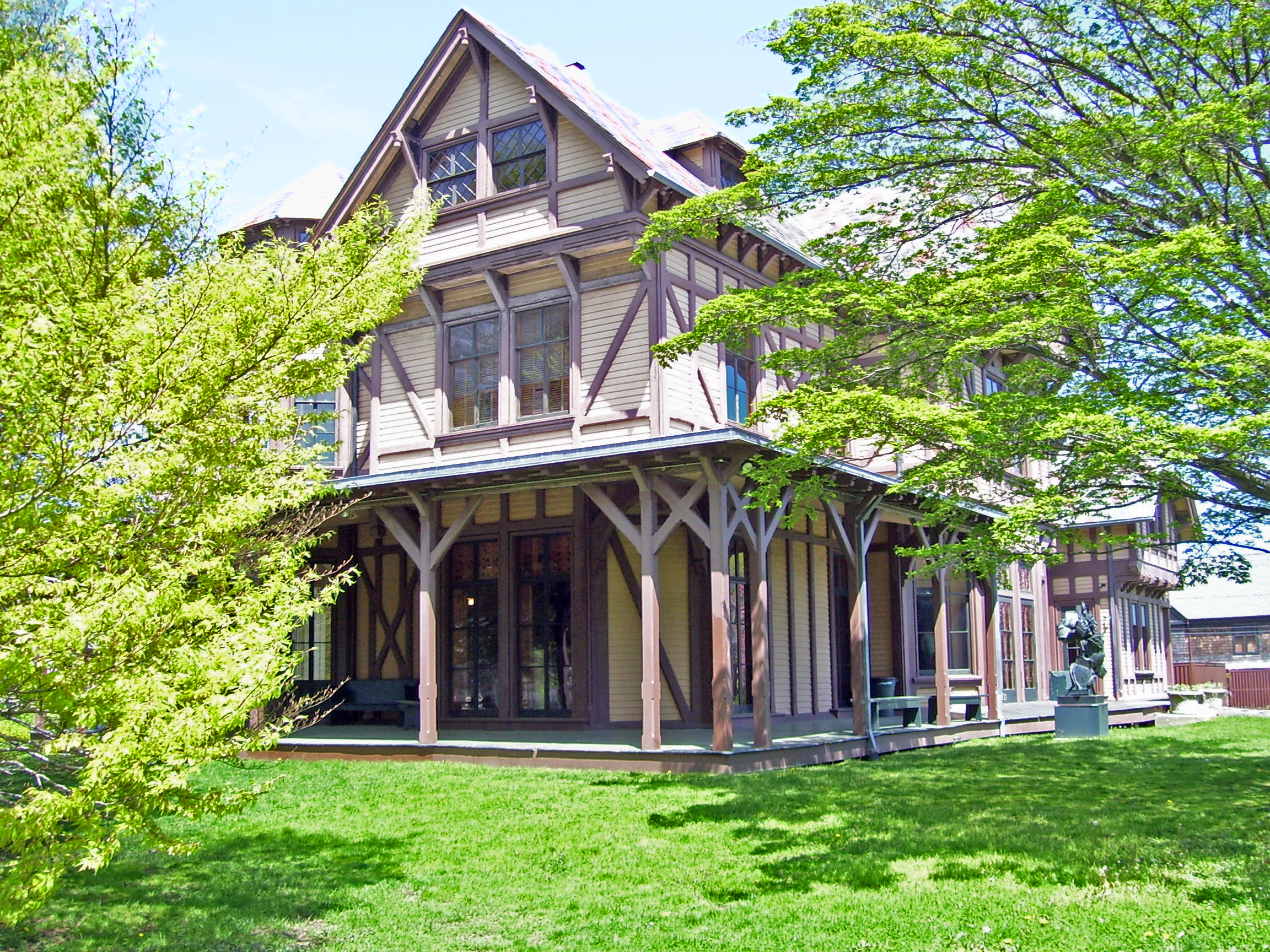
John N. A. Griswold House, Newport, Rhode Island.

## Sverige
I Sverige är ”stick style” närmast att jämföra med lövsågeri, populärt kallad ”snickarglädje” och schweizerstil. Exempel på stick style-arkitektur finns bland annat i Djursholms villastad utanför Stockholm, där arkitekt Erik Lundroth introducerade den. Även Henrik Palme, initiativtagaren till Djursholms villastad, hade under en studieresa till USA 1888 blivit intresserad av fasadtypen. Exempel på svenska byggnader i stick style är bland annat Villa Ugglebo (arkitekt Thor Thorén), Villa Lorride och Villa Ransäter (båda arkitekt Erik Lundroth).

## Exempel från Sverige

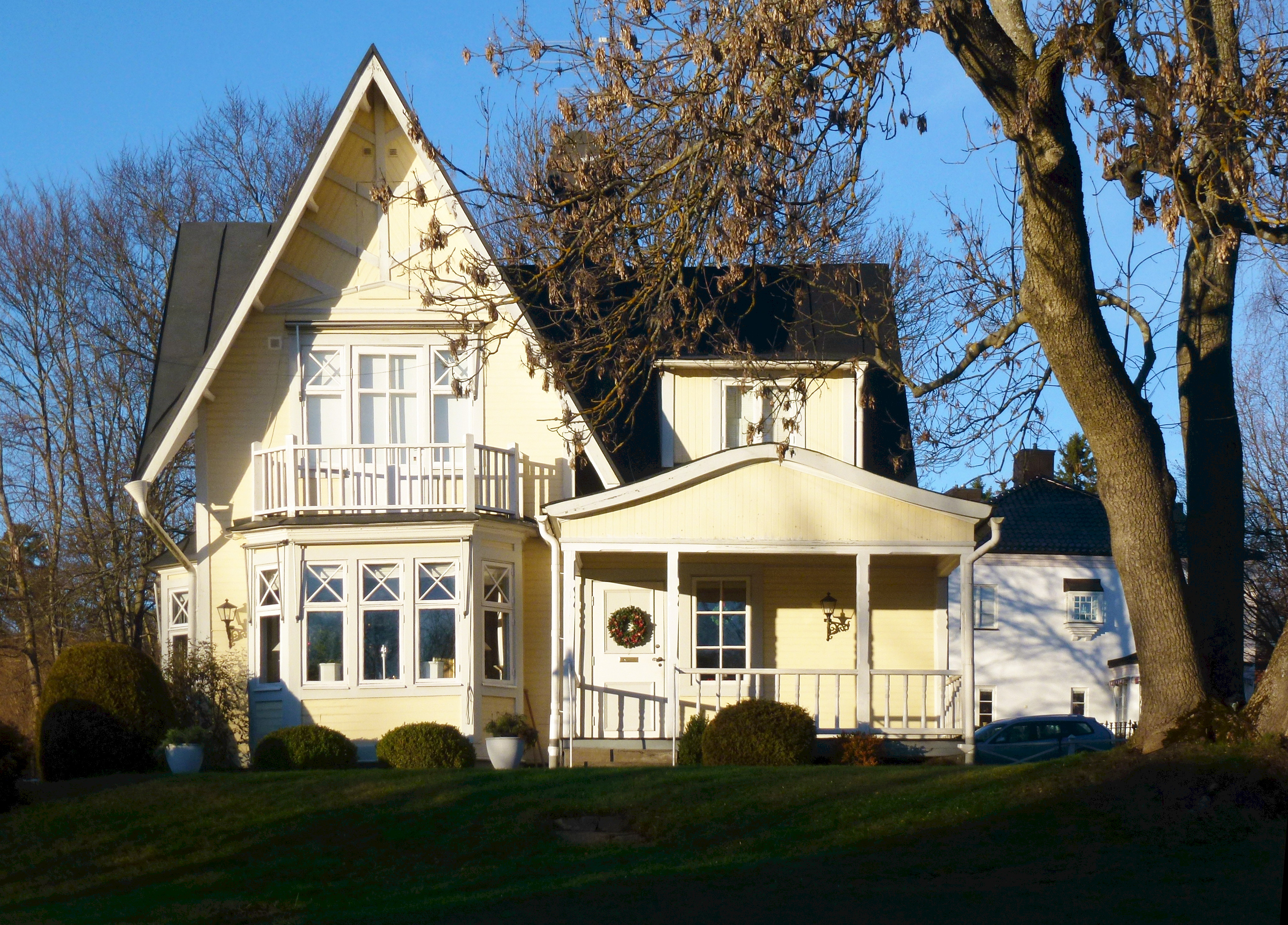
Germaniavägen 21
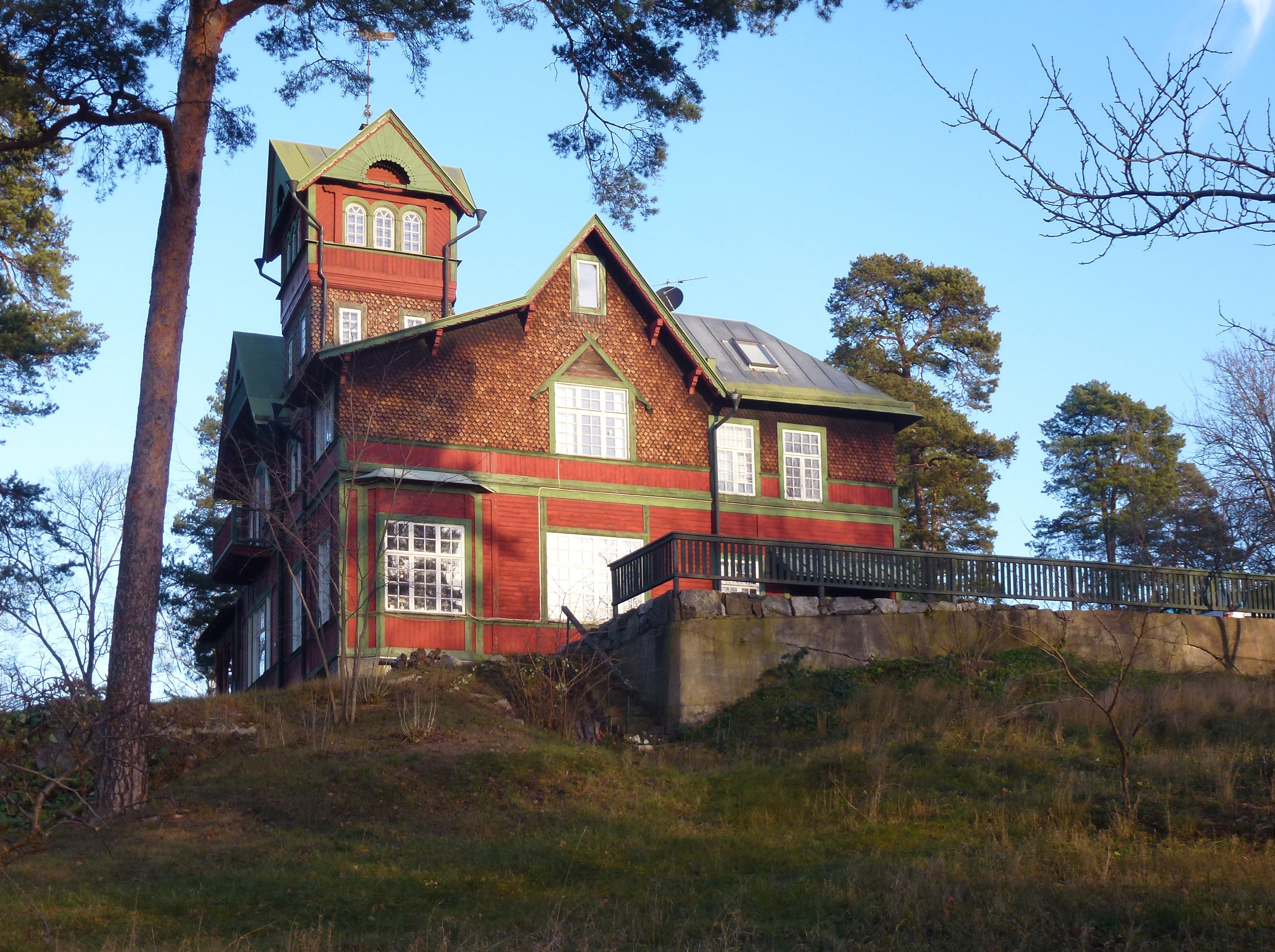
Villa Ugglebo
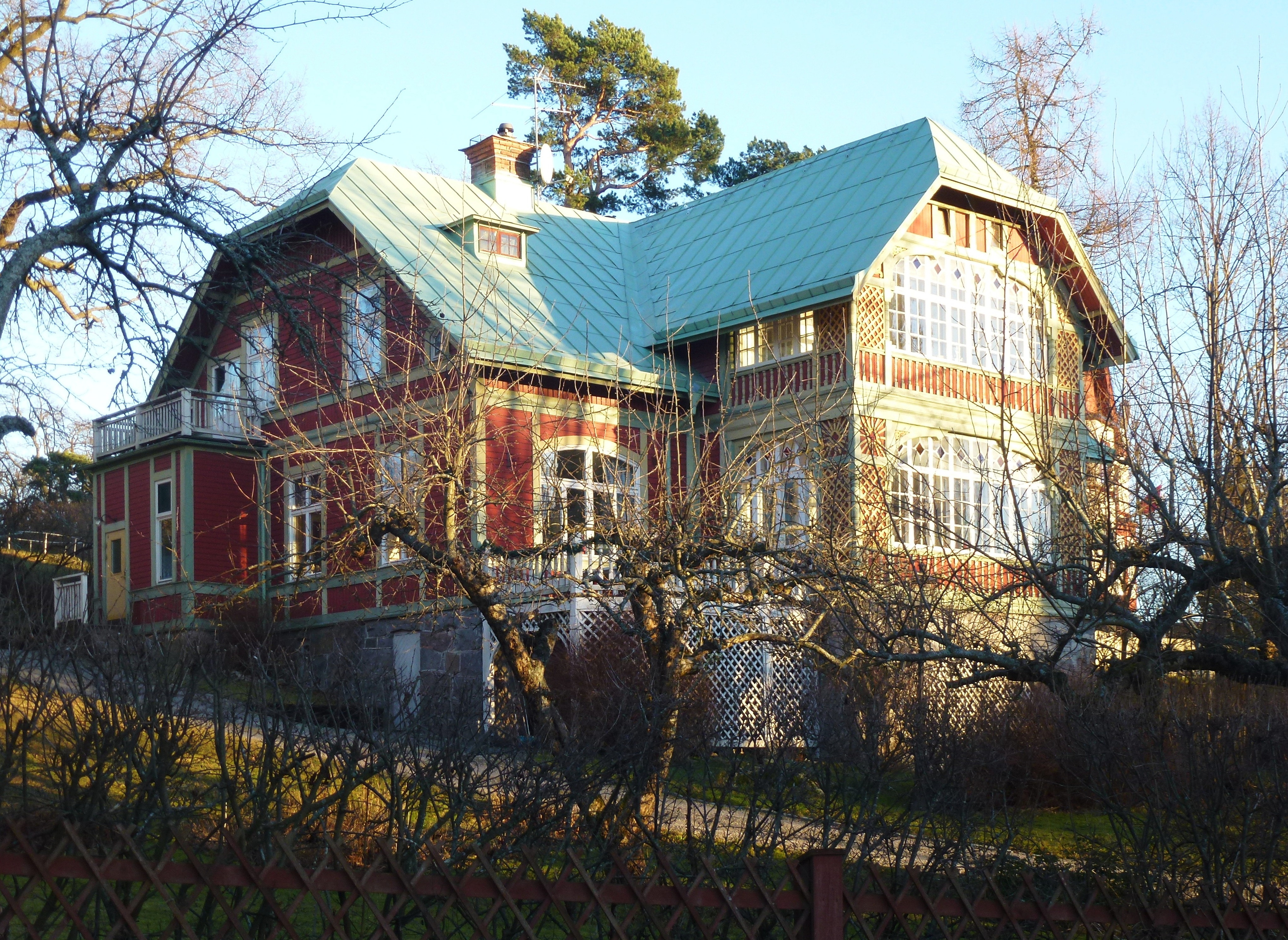
Villa Ransäter
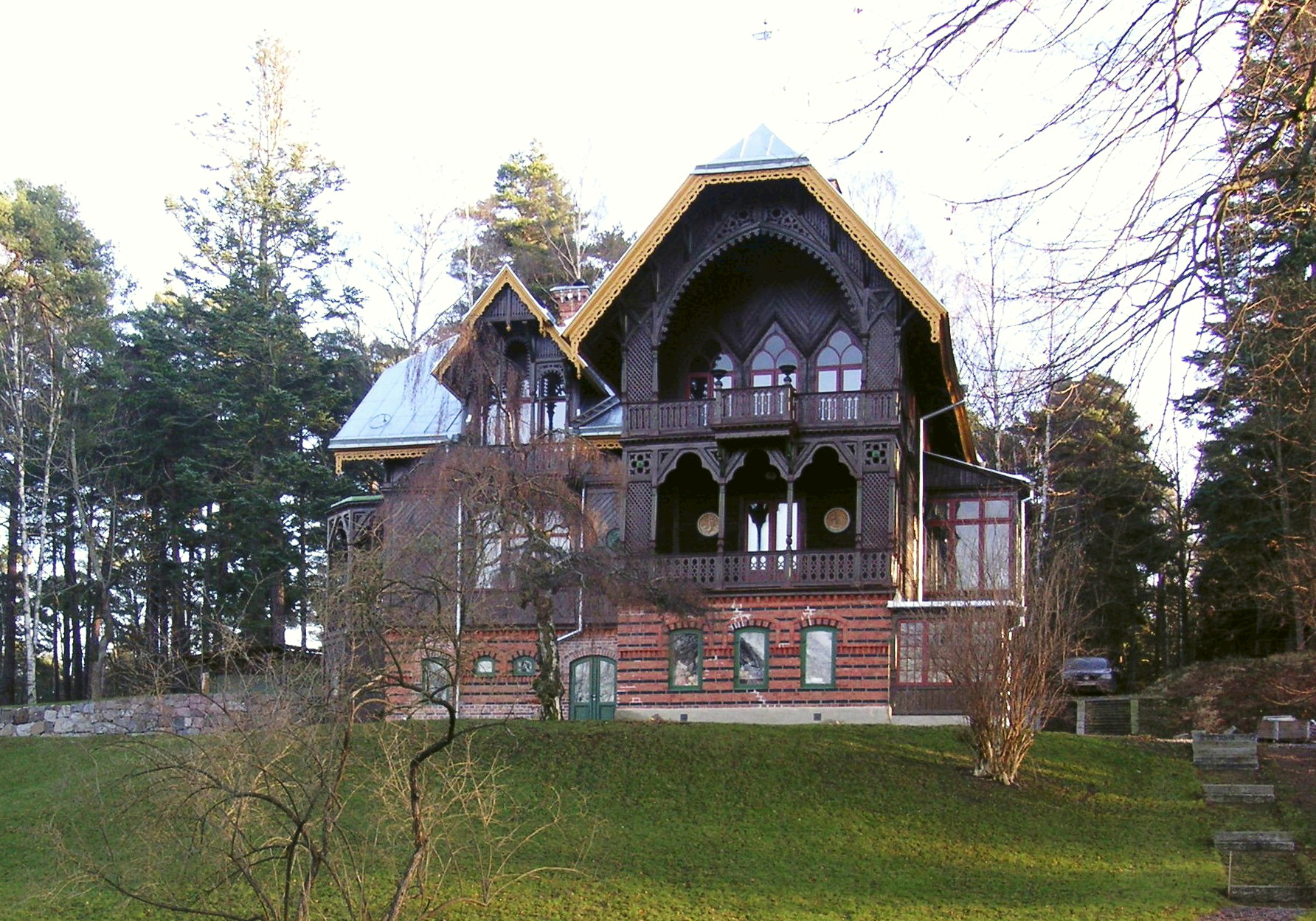
Villa Skogsborg